# Kallima rookicola
Kallima rookicola är en fjärilsart som beskrevs av Embrik Strand 1916. Kallima rookicola ingår i släktet Kallima och familjen praktfjärilar. Inga underarter finns listade i Catalogue of Life.